# Bačka Topola
Bačka Topola (en serbe cyrillique : Бачка Топола ; en hongrois : Topolya) est une ville et une municipalité de Serbie situées dans la province autonome de Voïvodine. Elles font partie du district de Bačka septentrionale. Au recensement de 2011, la ville comptait 14 596 habitants et la municipalité dont elle est le centre 33 268.
Le nom de la ville dérive du mot serbe topola qui désigne le « peuplier ».

## Géographie

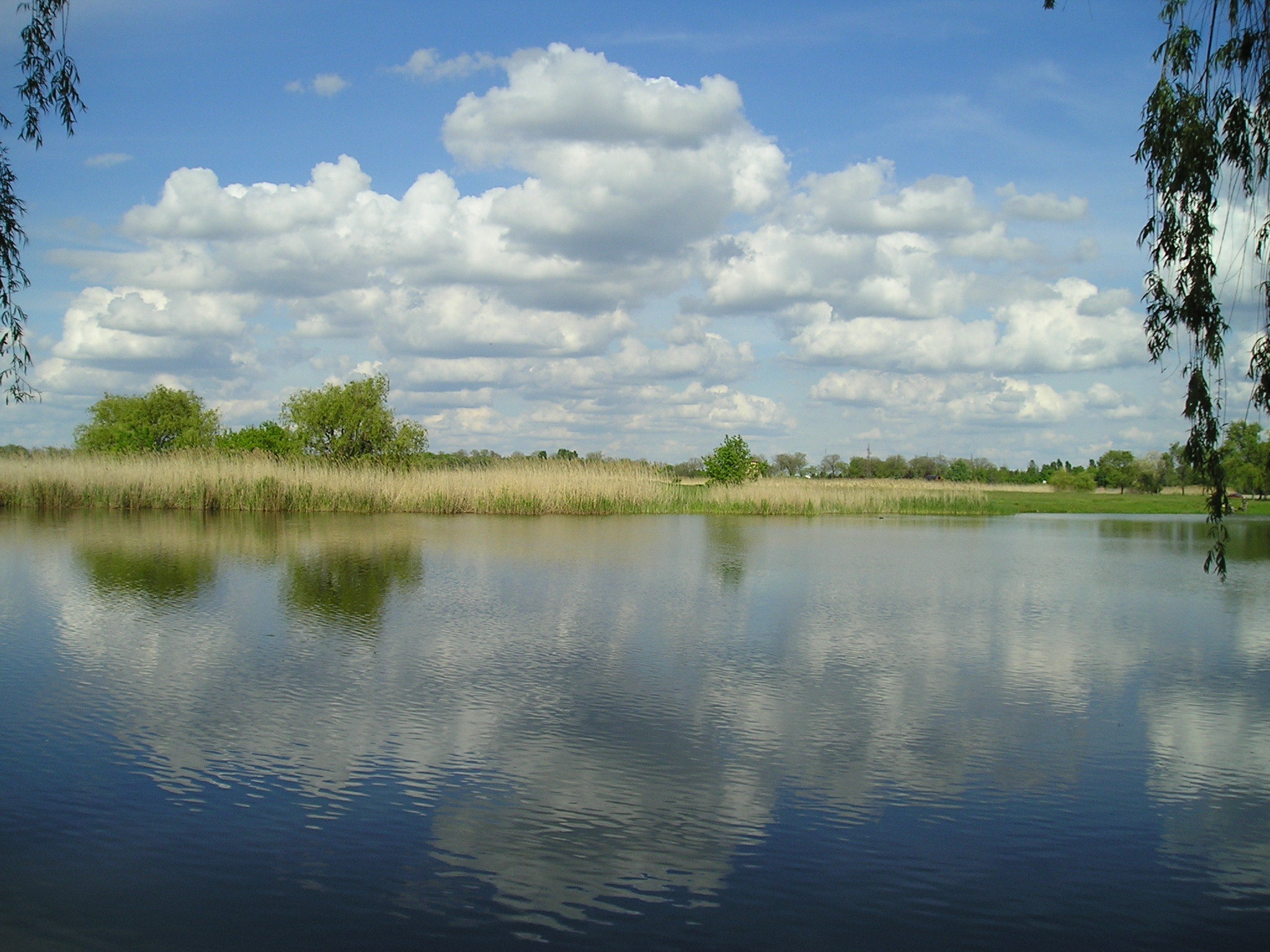
Le lac de Zobnatica, près de Bačka Topola

## Histoire
La ville est mentionnée pour la première fois en 1462 sous le nom de Fibaych. Cette localité fut détruite au XVIe siècle. Une nouvelle cité fut reconstruite à cet emplacement.
Le nom de Topola apparaît pour la première fois dans des recensements cadastraux turcs en 1580, 1582 et 1590. La localité y est décrite comme un village abritant de 21 à 23 foyers.
En 1704, Topola fut détruite par les rebelles Kuruc, des Hongrois en lutte contre l'empire d'Autriche. En 1731, Topola est mentionnée comme une lande abandonnée.
En 1750, une nouvelle cité fut fondée. Des Hongrois et des Slovaques vinrent y habiter.

## Localités de la municipalité de Bačka Topola

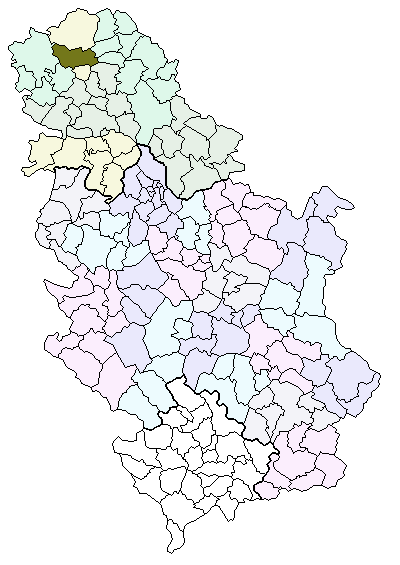
Localisation de la municipalité de Bačka Topola en Serbie
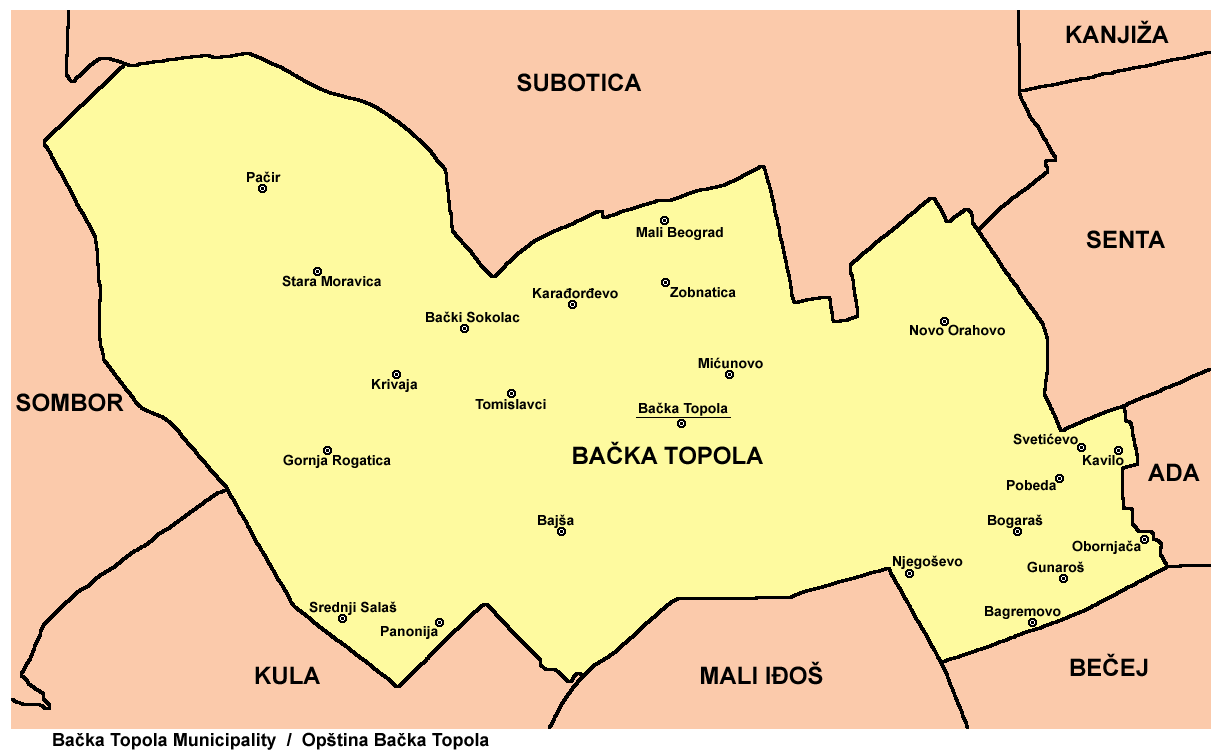
Localités de la municipalité de Bačka Topola

La municipalité de Bačka Topola compte 23 localités :
| - Bagremovo - Bajša - Bačka Topola - Bački Sokolac - Bogaraš - Gornja Rogatica - Gunaroš - Zobnatica - Kavilo - Karađorđevo - Krivaja - Mali Beograd | - Mićunovo - Novo Orahovo - Njegoševo - Obornjača - Panonija - Pačir - Pobeda - Svetićevo - Srednji Salaš - Stara Moravica - Tomislavci (ancien nom : Orešković) |

Bačka Topola est officiellement classée parmi les« localités urbaines » (en serbe : градско насеље et gradsko naselje) ; toutes les autres localités sont considérées comme des « villages » (село/selo).

## Démographie

### Ville

#### Évolution historique de la population dans la ville
| 1948   | 1953   | 1961   | 1971   | 1981   | 1991   | 2002   | 2011   |
| ------ | ------ | ------ | ------ | ------ | ------ | ------ | ------ |
| 14 051 | 14 322 | 15 184 | 16 056 | 17 027 | 16 704 | 16 171 | 14 596 |

### Municipalité

#### Répartition de la population par nationalités dans la municipalité (2002)
Les localités suivantes sont peuplées par une majorité de Hongrois : Bačka Topola (Topolya), Bajša (Bajsa), Pačir (Pacsér), Stara Moravica (Bácskossuthfalva), Zobnatica (Andrásnépe), Bogaraš (Bogaras-Felváros), Obornjača (Nagyvölgy), Bagremovo (Brazília), Gunaroš (Gunaras), Novo Orahovo (Zentagunaras), Kavilo (Rákóczifalu, Kavilló).
Les villages de Gornja Rogatica, Srednji Salaš, Panonija, Orešković, Bački Sokolac, Karađorđevo, Mićunovo, Njegoševo, Krivaja, Svetićevo, Mali Beograd sont majoritairement habités par des Serbes.

## Politique
À la suite des élections locales serbes de 2008, les 40 sièges de l'assemblée municipale de Bačka Topola se répartissaient de la manière suivante, :
| Parti                                               | Sièges |
| --------------------------------------------------- | ------ |
| Coalition hongroise                                 | 22     |
| Liste « Ensemble pour une municipalité européenne » | 8      |
| Parti radical serbe                                 | 7      |
| Liste « Ensemble pour la Serbie » (SPS - DSS)       | 3      |

Atila Babi, membre de la Coalition hongroise d'István Pásztor, a été réélu président (maire) de la municipalité. Robert Fazekaš, membre de la même liste, a été élu président de l'assemblée municipale,.

## Culture
Bačka Topola possède quatre langues officielles: le serbe, le hongrois, le rusyn et le slovaque.

## Économie
Bačka Topola est le siège de la société Agrobačka, créée en 1956, qui travaille principalement dans la production de semences et la vente de blé, ; cette entreprise entre dans la composition du BELEXline, l'un des trois indices de la Bourse de Belgrade.

## Tourisme

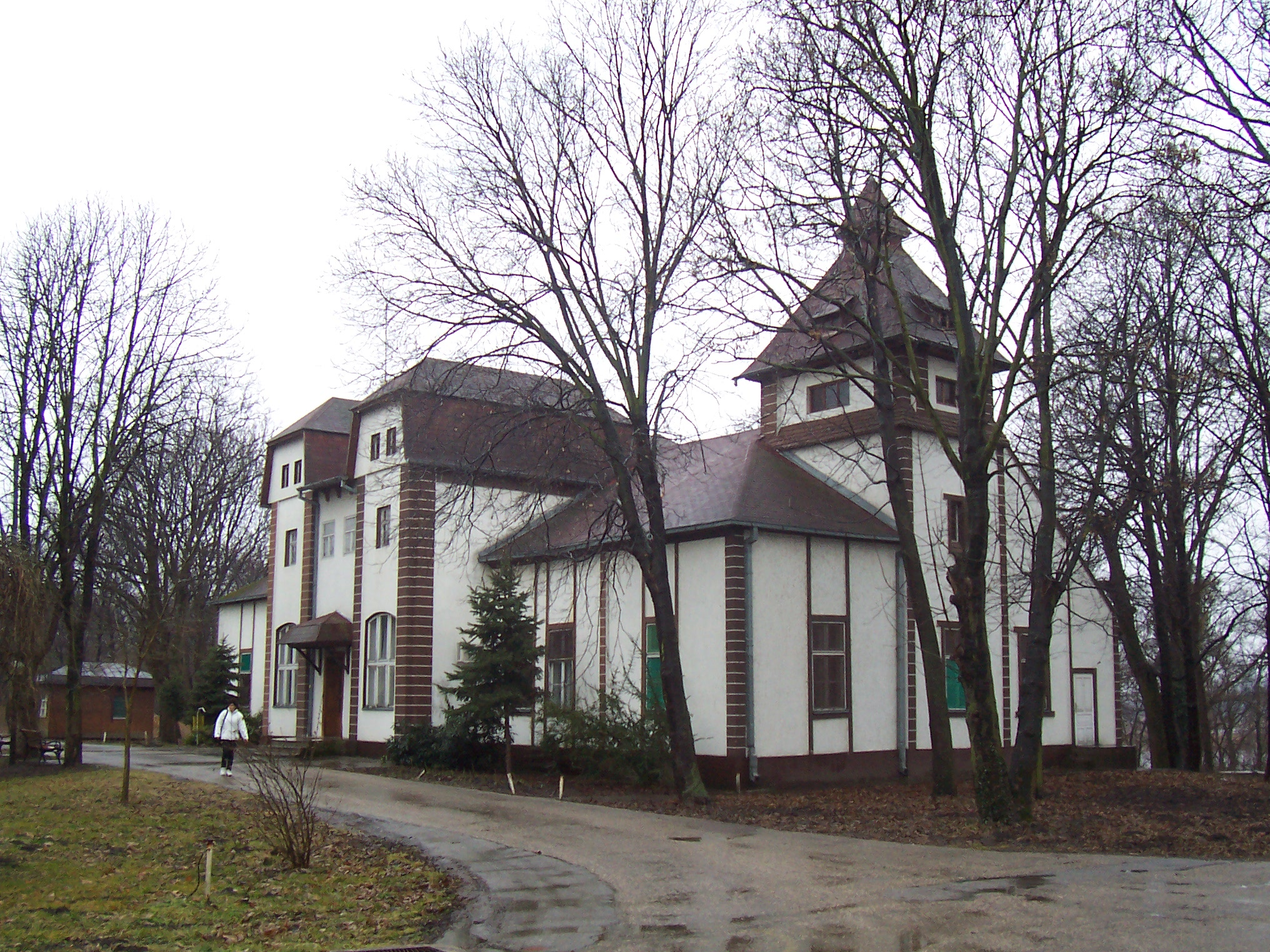
Le château de Zobnatica

Au centre de Bačka Topola se trouve le château de Kray Pal, construit en 1806 ; il abrite aujourd'hui une galerie de peintures et un musée régional. Le village de Zobnatica abrite lui aussi un château, construit en 1882 ; il est aujourd'hui transformé en hôtel. Le lac de Zobnatica est également un lieu d'attraction pour les habitants de la municipalité et pour les touristes.

## Transport
- Route nationale 22.1

## Personnalités
- Miroslav Maksimović (1946-), poète, né à Njegoševo ;
- Branko Bošković (1980-), footballeur, né en 1980 à Bačka Topola ;
- Mihajlo Ivančević (1999-), footballeur, né à Bačka Topola.
- Nikola Žigić (1980-), footballeur, né à Bačka Topola.

## Jumelages
La ville de Bačka Topola est jumelée avec :
- Belváros-Lipótváros (Hongrie)
- Kiskunmajsa (Hongrie)
- Szentes (Hongrie)
- Jánoshalma (Hongrie)
- Gheorgheni (Roumanie)
- Herceg Novi (Monténégro)
- Orahovica (Croatie)
- Rožňava (Slovaquie)